# Seglerverein Leipzig Süd-West
Der Seglerverein Leipzig Süd-West e. V. ist ein gemeinnütziger Verein. Er entwickelte sich durch mehrere Umbildungen aus verschiedenen älteren Vereinen bis hin zur Neugründung 1990.

## Chronik
1946, also bereits ein Jahr nach dem Ende des Zweiten Weltkrieges, fand am 1. Oktober auf dem Elsterstausee die erste Regatta der Sportgemeinschaft „Fichte“ statt. Im gleichen Jahr entstand die „Betriebssportgemeinschaft (BSG) Aufbau Süd-West, Sektion Segeln“ (BSG ASW) am Elsterstausee als Nachfolger der Sportgemeinschaft „Fichte“.
1950 begann der erweiterte Hafenausbau am Elsterstausee, ferner wurde das Seglerheim errichtet.
1951 erfolgten die Bildung der Betriebssportgemeinschaft Polygraph, Sektion Segeln (BSG Polygraph) und Einordnung als Gast-BSG bei der S ASW am Elsterstausee. 1974 wurde am Elsterstausee die erste EXPOVITA-Regatta veranstaltet.
Infolge der zeitweiligen Trockenlegung des Elsterstausee zog 1977 ein Teil der BSG-Mitglieder zum Ostufer des Kulkwitzer Sees um.
1979, also bereits nach nur zwei Jahren, stand ein erneuter Umzug an, nun vom Ostufer zum Westufer des Kulkwitzer Sees. Gleichzeitig begann der Aufbau der Hafenanlage und des Seglerheims einschließlich der Objekte für den Kinder- und Jugendbereich.
1983 wurde der Segelbetrieb am Elsterstausee wieder aufgenommen. 1988 wurde die BSG Stahl Süd-West am Kulkwitzer See als Gast-BSG integriert.
Im Zuge der Wiedervereinigung wurde 1990 das Vereinigungsgesetz erlassen, das den Betriebssportgemeinschaften die Registrierung als eingetragene Vereine ermöglichte und sie somit von staatlichen Betrieben unabhängig machte.
Innerhalb der gesetzlichen Frist von sechs Monaten schlossen sich die BSG ASW und die BSG Polygraph am 1. Juli 1990 zusammen und änderten den Namen in „Seglerverein Leipzig Süd-West e. V.“. 1992 kamen auch die Segler der „BSG Stahl Süd-West“ in den Verein.
Anlässlich der Feierlichkeiten zum 50-jährigen Gründungsjubiläum am 1. Oktober 1996 wurde dem Verein eine Jubiläumsurkunde des Deutschen Segler-Verbandes überreicht.
In den Jahren 1999/2000 wurde die Hafenanlage am Cospudener See als Gemeinschaftsanlage mit dem „Leipziger Seesportclub e. V.“ aufgebaut.

## Reviere
Der Seglerverein verfügt derzeit über drei Reviere, nämlich das Seglerheim am Elsterstausee und die Häfen am Kulkwitzer sowie am Cospudener See.

## Regelmäßige Veranstaltungen
- Frühjahrsregatta
- Lipsiade
- EXPOVITA Regatta
- Vereinsmeisterschaft
- Herbstregatta
- Nikolausregatta

## Sportliche Erfolge
DDR-Meisterschaften Pirat Frauen 3. Platz
- 1959 Ch. Holl / B. Holl (Aufbau SW Leipzig)
- 1960 Ch. Holl / B. Holl (Aufbau SW Leipzig)

DDR-Meisterschaften Pirat Frauen 2. Platz
- 1965 Dusdorf/ Dusdorf  (Aufbau SW Leipzig)

DDR-Meisterschaften 420er Jolle 3. Platz
- 1981 Gustav Schubert / Jörg Wutzler (Aufbau SW Leipzig)

DDR-Meisterschaften 420er Jolle 1. Platz
- 1982 Gustav Schubert / Jens Dietrich (Aufbau SW Leipzig)
- 1983 Gustav Schubert / Jens Dietrich (Aufbau SW Leipzig)
- 1984 Gustav Schubert / Jens Dietrich (Aufbau SW Leipzig)
- 1985 Gustav Schubert / Frank Tschubel (Aufbau SW Leipzig / TSG Wismar)

Deutsche Meisterschaften IOM Modellsegler 1. Platz
- 2010 Jens Amenda (Seglerverein Leipzig Süd-West)
- 2014 Jens Amenda (Seglerverein Leipzig Süd-West)[3]